# Maratona aquática no Campeonato Mundial de Esportes Aquáticos de 2011 - 5 km masculino
A prova de 5 quilômetros masculino da maratona aquática no Campeonato Mundial de Esportes Aquáticos de 2011 foi realizada no dia 22 de julho na praia de Jinshan, distrito de Xangai.

## Medalhistas
| Ouro              | Prata                     | Bronze                |
| Thomas Lurz (GER) | Spyridon Gianniotis (GRE) | Evgeny Drattsev (RUS) |

## Resultados
Estes foram os resultados da prova. 
| Pos.              | Nadador                       | Nacionalidade      | Tempo     |
| ----------------- | ----------------------------- | ------------------ | --------- |
| Medalha de ouro   | Thomas Lurz                   | Alemanha           | 56:16.6   |
| Medalha de prata  | Spyridon Gianniotis           | Grécia             | 56:17.4   |
| Medalha de bronze | Evgeny Drattsev               | Rússia             | 56:18.5   |
| 4                 | Nicola Bolzonello             | Itália             | 56:24.3   |
| 5                 | Andrew Gemmell                | Estados Unidos     | 56:24.8   |
| 6                 | Sergey Bolshakov              | Rússia             | 56:26.0   |
| 7                 | Damien Cattin Vidal           | França             | 56:27.4   |
| 8                 | Chris Bryan                   | Irlanda            | 56:28.0   |
| 9                 | Simone Ruffini                | Itália             | 56:29.0   |
| 10                | Csaba Gercsak                 | Hungria            | 56:30.1   |
| 11                | Sean Ryan                     | Estados Unidos     | 56:30.1   |
| 12                | Yasunari Hirai                | Japão              | 56:30.6   |
| 13                | Hector Ruiz Perez             | Espanha            | 56:31.5   |
| 14                | Igor Snitko                   | Ucrânia            | 56:31.6   |
| 15                | Xu Wenchao                    | China              | 56:32.2   |
| 16                | Trent Grimsey                 | Austrália          | 56:33.4   |
| 17                | Richard Weinberger            | Canadá             | 56:33.7   |
| 18                | Yuval Safra                   | Israel             | 56:34.2   |
| 19                | Ivan Enderica                 | Equador            | 56:35.3   |
| 20                | Jan Posmourny                 | Chéquia            | 56:35.9   |
| 21                | Troy Prinsloo                 | África do Sul      | 56:37.3   |
| 22                | Victor Colonese               | Brasil             | 56:39.7   |
| 23                | Jan Wolfgarten                | Alemanha           | 56:40.2   |
| 24                | Codie Grimsey                 | Austrália          | 56:40.4   |
| 25                | Luis Ricardo Escobar Torres   | México             | 56:42.9   |
| 26                | Sebastien Frayesse            | França             | 56:45.6   |
| 27                | Kane Radford                  | Nova Zelândia      | 56:45.7   |
| 28                | Johndry Segovia               | Venezuela          | 56:45.9   |
| 29                | Antonios Fokaidis             | Grécia             | 56:46.0   |
| 30                | Igor Chervynskiy              | Ucrânia            | 58:28.5   |
| 31                | Aimeson King                  | Canadá             | 59:09.3   |
| 32                | Danie Marais                  | África do Sul      | 59:46.9   |
| 33                | Santiago Enderica             | Equador            | 59:52.0   |
| 34                | Alvaro Trewhela               | Chile              | 1:00:17.1 |
| 35                | David Carrillo                | Venezuela          | 1:00:19.8 |
| 36                | Samuel de Bona                | Brasil             | 1:01:20.9 |
| 37                | Yao Han                       | China              | 1:02:03.6 |
| 38                | Ricky Anggawijaya             | Indonésia          | 1:02:06.2 |
| 39                | Yuen Marcus Yat Ho            | Hong Kong          | 1:02:09.2 |
| 40                | Kevin Vasquez                 | Guatemala          | 1:02:13.1 |
| 41                | Khalid Al-Kulaibi             | Omã                | 1:02:14.8 |
| 42                | Aiman Al-Qasmi                | Omã                | 1:02:28.7 |
| 43                | Bekshe Zhumagali              | Cazaquistão        | 1:02:31.9 |
| 44                | Ling Tin Yu                   | Hong Kong          | 1:04:14.7 |
| 45                | Islam Mohsen                  | Egito              | 1:06:21.6 |
| 46                | Rodolfo Sanchez               | Costa Rica         | 1:08:16.4 |
| 47                | Heimanu Sichan                | Polinésia Francesa | 1:08:55.6 |
| 48                | Satrio Bagaskara Gunadi Putra | Indonésia          | 1:09:46.9 |
| 49                | Jeffry Villalobos             | Costa Rica         | 1:10:06.1 |
| 50                | Hayden Vickers                | Ilhas Cook         | 1:11:02.1 |
| –                 | Jackson Niyomugabo            | Ruanda             | OTL       |
| –                 | Patrick Rukundo               | Ruanda             | OTL       |
| –                 | Sergey Fesenko                | Azerbaijão         | DNS       |
| –                 | Mazen Mohamed Aziz            | Egito              | DSQ       |

Legenda
| Recorde mundial       | Recorde mundial (World record)               |                       | Recorde africano                      | Recorde africano (African) |                                           | Q | Classificado por posição (Qualified) |
| Recorde do campeonato | Recorde do campeonato (Championship record)  | Recorde da América    | Recorde da América (Americas)         | q                          | Classificado por melhor tempo (Qualified) |   |                                      |
| Melhor marca do ano   | Melhor marca do ano (World leading)          | Recorde asiático      | Recorde asiático (Asian)              | DNS                        | Não largou (Did not start)                |   |                                      |
| Recorde nacional      | Recorde nacional (National record)           | Recorde europeu       | Recorde europeu (European)            | DNF                        | Não terminou (Did not finish)             |   |                                      |
| Recorde pessoal       | Recorde pessoal do atleta (Personal best)    | Recorde da Oceania    | Recorde da Oceania (Oceania)          | DSQ / DQ                   | Desclassificado (Disqualified)            |   |                                      |
| Recorde da temporada  | Recorde da temporada do atleta (Season best) | Recorde sul-americano | Recorde sul-americano (South America) | NM                         | Sem marca (No mark)                       |   |                                      |